# Cork Independent
Le Cork Independent est un journal hebdomadaire gratuit irlandais distribué sur l’ensemble du territoire national. Deirdre O'Shaughnessy l'édite et IFN Group le publie.